# Lily Mariye
Lily Mariye (ur. 25 września 1964) – amerykańska aktorka znana głównie z występów w serialu Ostry dyżur, gdzie wcieliła się w role siostry Lily Jarvik za którą czterokrotnie otrzymała nagrodę Gildii Aktorów Filmowych.
Lily Mariye urodziła się w 1964 roku, ukończyła University of California wraz z dyplomem bakałarza w dziedzinie sztuk teatralnych.
Karierę aktorską rozpoczęła w 1991 roku występując filmie Switch: Trudno być kobietą, Cień oraz Wielki Joe. Lily zagrała także w ponad 25 serialach telewizyjnych w tym takich jak Ally McBeal oraz Chicago Hope. Oprócz roli aktorki, Lily była reżyserką teatralną licznych przedstawień za które otrzymała ponad siedem branżowych nagród. Do najsłynniejszych dzieł teatralnych wyreżyserowanych Lliy, zalicza się, The Shangri-la Cafe.

## Wybrana filmografia
- 1991 - Switch: Trudno być kobietą
- 1994 - Cień
- 1998 - Wielki Joe
- 2005 - American Pie: Wakacje

## Występy serialowe
- 1993 - Star Trek (gościnnie)
- 1994-? - Ostry dyżur
- 1998 - Melrose Place
- 2002 - Ally McBeal (gościnnie)